# 17. etape af Giro d'Italia 2018
17. etape af Giro d'Italia 2018 gik fra Riva del Garda til Iseo 23. maj 2018. 
Elia Viviani tog sin fjerde etapesejr.

## Etaperesultater
| \| Etaperesultat \| Etaperesultat \| Etaperesultat \| Etaperesultat \| Etaperesultat \| \| Rytter \| Rytter \| Hold \| Tid \| \| \| ------------- \| ----------------- \| --------------------------- \| ------------- \| ------------- \| \| 1. \| Elia Viviani \| Quick-Step Floors \| 3t 19' 57" \| \| \| 2. \| Sam Bennett \| Bora-Hansgrohe \| + 0" \| \| \| 3. \| Niccolò Bonifazio \| Bahrain-Merida \| + 0" \| \| \| 4. \| Danny van Poppel \| LottoNL-Jumbo \| + 0" \| \| \| 5. \| Jens Debusschere \| Lotto-Soudal \| + 0" \| \| \| 6. \| Kristian Sbaragli \| Israel Cycling Academy \| + 0" \| \| \| 7. \| Jempy Drucker \| BMC Racing Team \| + 0" \| \| \| 8. \| Sacha Modolo \| EF Education First-Drapac \| + 0" \| \| \| 9. \| Andrea Vendrame \| Androni Giocattoli-Sidermec \| + 0" \| \| \| 10. \| José Gonçalves \| Katusha-Alpecin \| + 0" \| \| |                   |                             |            |
| |                   |                             |            |
| Kilde: ProCyclingStats |                   |                             |            |
| Etaperesultat |                   |                             |            |
| Rytter | Rytter            | Hold                        | Tid        |
| 1. | Elia Viviani      | Quick-Step Floors           | 3t 19' 57" |
| 2. | Sam Bennett       | Bora-Hansgrohe              | + 0"       |
| 3. | Niccolò Bonifazio | Bahrain-Merida              | + 0"       |
| 4. | Danny van Poppel  | LottoNL-Jumbo               | + 0"       |
| 5. | Jens Debusschere  | Lotto-Soudal                | + 0"       |
| 6. | Kristian Sbaragli | Israel Cycling Academy      | + 0"       |
| 7. | Jempy Drucker     | BMC Racing Team             | + 0"       |
| 8. | Sacha Modolo      | EF Education First-Drapac   | + 0"       |
| 9. | Andrea Vendrame   | Androni Giocattoli-Sidermec | + 0"       |
| 10. | José Gonçalves    | Katusha-Alpecin             | + 0"       |

## Samlet
| \| Samlede stilling \| Samlede stilling \| Samlede stilling \| Samlede stilling \| Samlede stilling \| \| Rytter \| Rytter \| Hold \| Tid \| \| \| ---------------- \| ------------------ \| ---------------- \| ---------------- \| ---------------- \| \| 1. \| Simon Yates \| Mitchelton-Scott \| 69t 59' 11" \| \| \| 2. \| Tom Dumoulin \| Team Sunweb \| + 56" \| \| \| 3. \| Domenico Pozzovivo \| Bahrain-Merida \| + 3' 11" \| \| \| 4. \| Chris Froome \| Team Sky \| + 3' 50" \| \| \| 5. \| Thibaut Pinot \| Groupama-FDJ \| + 4' 19" \| \| \| 6. \| Rohan Dennis \| BMC Racing Team \| + 5' 04" \| \| \| 7. \| Miguel Ángel López \| Astana \| + 5' 37" \| \| \| 8. \| Pello Bilbao \| Astana \| + 6' 02" \| \| \| 9. \| Richard Carapaz \| Movistar Team \| + 6' 07" \| \| \| 10. \| George Bennett \| LottoNL-Jumbo \| + 7' 01" \| \| |                    |                  |             |
| |                    |                  |             |
| Kilde: ProCyclingStats |                    |                  |             |
| Samlede stilling |                    |                  |             |
| Rytter | Rytter             | Hold             | Tid         |
| 1. | Simon Yates        | Mitchelton-Scott | 69t 59' 11" |
| 2. | Tom Dumoulin       | Team Sunweb      | + 56"       |
| 3. | Domenico Pozzovivo | Bahrain-Merida   | + 3' 11"    |
| 4. | Chris Froome       | Team Sky         | + 3' 50"    |
| 5. | Thibaut Pinot      | Groupama-FDJ     | + 4' 19"    |
| 6. | Rohan Dennis       | BMC Racing Team  | + 5' 04"    |
| 7. | Miguel Ángel López | Astana           | + 5' 37"    |
| 8. | Pello Bilbao       | Astana           | + 6' 02"    |
| 9. | Richard Carapaz    | Movistar Team    | + 6' 07"    |
| 10. | George Bennett     | LottoNL-Jumbo    | + 7' 01"    |

| Pointkonkurrence | Pointkonkurrence  | Pointkonkurrence              | Pointkonkurrence | Pointkonkurrence |
| Rytter           | Rytter            | Hold                          | Point            |                  |
| ---------------- | ----------------- | ----------------------------- | ---------------- | ---------------- |
| 1.               | Elia Viviani      | Quick-Step Floors             | 290 point        |                  |
| 2.               | Sam Bennett       | Bora-Hansgrohe                | 232 point        |                  |
| 3.               | Simon Yates       | Mitchelton-Scott              | 113 point        |                  |
| 4.               | Sacha Modolo      | EF Education First-Drapac     | 110 point        |                  |
| 5.               | Marco Frapporti   | Androni Giocattoli-Sidermec   | 109 point        |                  |
| 6.               | Danny van Poppel  | LottoNL-Jumbo                 | 107 point        |                  |
| 7.               | Davide Ballerini  | Androni Giocattoli-Sidermec   | 102 point        |                  |
| 8.               | Niccolò Bonifazio | Bahrain-Merida                | 93 point         |                  |
| 9.               | Eugert Zhupa      | Wilier Triestina-Selle Italia | 64 point         |                  |
| 10.              | Tom Dumoulin      | Team Sunweb                   | 63 point         |                  |

| Ungdomskonkurrence | Ungdomskonkurrence    | Ungdomskonkurrence          | Ungdomskonkurrence | Ungdomskonkurrence |
| Rytter             | Rytter                | Hold                        | Tid                |                    |
| ------------------ | --------------------- | --------------------------- | ------------------ | ------------------ |
| 1.                 | Miguel Ángel López    | Astana                      | 70t 04' 48"        |                    |
| 2.                 | Richard Carapaz       | Movistar Team               | + 30"              |                    |
| 3.                 | Ben O'Connor          | Dimension Data              | + 1' 56"           |                    |
| 4.                 | Sam Oomen             | Team Sunweb                 | + 2' 28"           |                    |
| 5.                 | Maximilian Schachmann | Quick-Step Floors           | + 32' 29"          |                    |
| 6.                 | Fausto Masnada        | Androni Giocattoli-Sidermec | + 36' 22"          |                    |
| 7.                 | Jack Haig             | Mitchelton-Scott            | + 38' 16"          |                    |
| 8.                 | Matej Mohorič         | Bahrain-Merida              | + 43' 31"          |                    |
| 9.                 | Valerio Conti         | UAE Team Emirates           | + 43' 32"          |                    |
| 10.                | Felix Großschartner   | Bora-Hansgrohe              | + 46' 23"          |                    |

| Bjergkonkurrence | Bjergkonkurrence   | Bjergkonkurrence            | Bjergkonkurrence | Bjergkonkurrence |
| Rytter           | Rytter             | Hold                        | Point            |                  |
| ---------------- | ------------------ | --------------------------- | ---------------- | ---------------- |
| 1.               | Simon Yates        | Mitchelton-Scott            | 91 point         |                  |
| 2.               | Giulio Ciccone     | Bardiani CSF                | 52 point         |                  |
| 3.               | Esteban Chaves     | Mitchelton-Scott            | 47 point         |                  |
| 4.               | Thibaut Pinot      | Groupama-FDJ                | 46 point         |                  |
| 5.               | Chris Froome       | Team Sky                    | 36 point         |                  |
| 6.               | Domenico Pozzovivo | Bahrain-Merida              | 36 point         |                  |
| 7.               | Fausto Masnada     | Androni Giocattoli-Sidermec | 35 point         |                  |
| 8.               | Valerio Conti      | UAE Team Emirates           | 33 point         |                  |
| 9.               | Matteo Montaguti   | AG2R La Mondiale            | 29 point         |                  |
| 10.              | Richard Carapaz    | Movistar Team               | 27 point         |                  |

| Holdkonkurrence | Holdkonkurrence   | Holdkonkurrence | Holdkonkurrence |
| Hold            | Hold              | Tid             |                 |
| --------------- | ----------------- | --------------- | --------------- |
| 1.              | Sky               | 210t 19' 30"    |                 |
| 2.              | Astana            | + 8' 36"        |                 |
| 3.              | Mitchelton-Scott  | + 10' 12"       |                 |
| 4.              | Bora-Hansgrohe    | + 33' 10"       |                 |
| 5.              | Groupama-FDJ      | + 33' 10"       |                 |
| 6.              | Movistar Team     | + 38' 54"       |                 |
| 7.              | AG2R La Mondiale  | + 39' 57"       |                 |
| 8.              | Team Sunweb       | + 48' 09"       |                 |
| 9.              | Dimension Data    | + 57' 56"       |                 |
| 10.             | UAE Team Emirates | + 1t 13' 46"    |                 |